# Discografia lui Whitney Houston
Whitney Houston (n. 9 august 1963, Newark, New Jersey, SUA – d. 11 februarie 2012, Beverly Hills, California, SUA) a fost o cântăreață, manechin, actriță și producătoare de muzică americancă. Houston a lansat șapte albume de studio și trei albume coloane sonore de film, toate având certificare diamant, multi-platină, platină sau aur.
Houston a fost singura artistă care a avut șapte hituri consecutive pe locul unu în Billboard Hot 100 („Saving All My Love for You”, „How Will I Know”, „Greatest Love of All”, „I Wanna Dance with Somebody (Who Loves Me)”, „Didn't We Almost Have It All”, „So Emotional” și „Where Do Broken Hearts Go”). A fost al doilea artist după Elton John și singura artistă care a avut două premii numărul unu Album Billboard 200 (fostul „Top Pop Album”), în topurile de final de an Billboard Year-End. Albumul de debut al lui Houston, Whitney Houston a devenit cel mai bine vândut album al unei artiste femei la acea vreme. Albumul a fost numit de către Rolling Stone cel mai bun din 1986 și a fost clasat pe locul 254 în clasamentul 500 Greatest Albums of All Time realizat de aceeași revistă. Al doilea album de studio, Whitney (1987) a devenit primul album al unei artiste care a debutat pe locul unu în clasamentul albumelor Billboard 200.  Aparițiile pe MTV și videoclipul „How Will I Know” le-a influențat pe multe artiste de culoare să îi calce pe urme.
Primul rol al lui Houston a fost în filmul, The Bodyguard (1992). Coloana sonoră inițială a filmului a câștigat Premiul Grammy pentru albumul anului. Single-ul principal, „I Will Always Love You”, a devenit cel mai bine vândut disc single din istoria muzicii al unei artiste în întreaga lume. Cu acest single, Houston a devenit prima artistă (solo sau grup, bărbat sau femeie), care a vândut mai mult de un milion de exemplare ale unui album într-o perioadă de o săptămână. Albumul o face singura femeie din top 10 Lista celor mai bine vândute albume din toate timpurile, ocupând locul patru. 
După ce a petrecut mult timp la începutul și mijlocul anilor 1990 jucând în diverse filme, a scos primul album audio în 8 ani „My Love Is Your Love” în 1998. A fost înregistrat și mixat în 6 săptămâni, conținând producții ale lui Rodney Jerkins, Wyclef Jean și Missy Elliott. Albumul a debutat la poziția 13 în chartul Billboard 200. A avut un sound mai funky decât producțiile anterioare. A conținut hit-urile: „When You Believe” (SUA Nr.15, MAREA BRITANIE Nr.4), un duet cu Mariah Carey pentru Prince of Egypt soundtrack, „Heartbreak Hotel” (SUA Nr.2, MAREA BRITANIE Nr.25) cau Faith Evans și Helly Price care a primit o nominalizare pentru „Cel mai bun video R&B” la Premiile MTV VMA 1999; „It's Not Right But It's OK” cu care Houston a câștigat al șaselea Premiu Grammy pentru Cea Mai Bună Performanță Vocală Feminină R&B; „My Love Is Your Love” care s-a vândut în 3 milioane copii în lume și „I Learned From The Best”.
| 1984 | Arista Records | ESPECIAL 4                   | Whitney Houston, Jermaine Jackson – Take Good Care Of My Heart Whitney Houston, Teddy Pendergrass– Hold Me | |  |  |  |  |  |  |
| 1984 | Arista Records | Whitney Houstoun             | You Give Good Love Thinking About You Someone For Me Saving All My Love For You Nobody Loves Me Like You Do How Will I Know All At Once Take Good Care Of My Heart Greatest Love Of All Hold Me | Album de debut auto-intitulat lansat în februarie 1985. Printările timpurii includ versiunea originală a „ Greatest Love Of All” (o coperta a înregistrării lui George Benson din 1977), înlocuită ulterior cu versiunea sa single.                                              |  |  |  |  |  |  |
| 1985 | Arista Records | KJK1-7099                    | How Will I Know You Give Good Love All At Once Someone For Me How Will I Know You Give Good Love All At Once Someone For Me | Lansat de Nissan Car Dealerships numai în orașul Toronto, Canada în 1985. |  |  |  |  |  |  |
| 1985 | Arista Records | 601 677                      | Someone For Me The Greatest Love Of All | Piese extrase de pe albumul din 1984 Whitney Houstoun |  |  |  |  |  |  |
| 1985 | Arista Records | AD1-9449                     | How Will I Know (Dance Re-mix) How Will I Know (Instrumental Version) How Will I Know (LP Version) | Piese extrase de pe albumul din 1984 Whitney Houstoun |  |  |  |  |  |  |
| 1985 | Arista Records | AD1-9413                     | Thinking About You Someone For Me | Piese extrase de pe albumul din 1984 Whitney Houstoun |  |  |  |  |  |  |
| 1985 | Arista Records | AS1-9274                     | You Give Good Love Greatest Love Of All | Piese extrase de pe albumul din 1984 Whitney Houstoun |  |  |  |  |  |  |
| 1985 | Arista Records | 107 185                      | All At Once The Greatest Love Of All | Piese extrase de pe albumul din 1984 Whitney Houstoun |  |  |  |  |  |  |
| 1985 | Arista Records | ARIST 12640                  | Saving All My Love For You All At Once Greatest Love Of All | Piese extrase de pe albumul din 1984 Whitney Houstoun |  |  |  |  |  |  |
| 1985 | Arista Records | AS1-9369                     | Take Good Care Of My Heart Greatest Love Of All ‎ | Piese extrase de pe albumul din 1984 Whitney Houstoun |  |  |  |  |  |  |
| 1985 | Arista Records | ARIST 12612                  | Someone For Me How Will I Know All At Once Thinking About You | Piese extrase de pe albumul din 1984 Whitney Houstoun |  |  |  |  |  |  |
| 1986 | Arista Records | ARIST 12658                  | Greatest Love Of All Someone For Me Thinking About You | Piese extrase de pe albumul din 1984 Whitney Houstoun |  |  |  |  |  |  |
| 1986 | Arista Records | 01.48.800017                 | Whitney Houston, Jermaine Jackson If You Say My Eyes Are Beautiful | |  |  |  |  |  |  |
| 1987 | Arista Recors  | 258 141                      | I Wanna Dance With Somebody (Who Loves Me) Just The Lonely Talking Again Love Will Save The Day Didn't We Almost Have It All So Emotional Where You Are Love Is A Contact Sport You're Still My Man For The Love Of You Where Do Broken Hearts Go I Know Him So Well                                 | Whitney este al doilea album de studio al cântăreței americane Whitney Houston, lansat pe 2 iunie 1987 de Arista Records, ca urmare a celui mai bine vândut album al ei de debut, Whitney Houston. Cinci dintre melodiile sale au intrat în top 10 al Billboard Hot 100 din SUA. |  |  |  |  |  |  |
| 1987 | Arista Records |                              | For The Love Of You (Extended Version) For The Love Of You (Album Version) Didn't We Almost Have It All (Album Version) Shock Me | |  |  |  |  |  |  |
| 1987 | Arista Records | AD1-9599                     | I Wanna Dance With Somebody (Who Loves Me) (12" Remix) I Wanna Dance With Somebody (Who Loves Me) (Single Version) I Wanna Dance With Somebody (Who Loves Me) (12" Remix-Radio Edit) I Wanna Dance With Somebody (Who Loves Me) (Dub Mix) I Wanna Dance With Somebody (Who Loves Me) (Acappella Mix) | |  |  |  |  |  |  |
| 1987 | Arista Records | 659 307, RISCD 31            | Didn't We Almost Have It All I Wanna Dance With Somebody (Who Loves Me) (Acappella Mix) Shock Me (Special Collector's Bonus Cut) | |  |  |  |  |  |  |
| 1987 | Arista Records | 659 307, RISCD 31            | Didn't We Almost Have It All I Wanna Dance With Somebody (Who Loves Me) (Acappella Mix) Shock Me (Special Collector's Bonus Cut) | |  |  |  |  |  |  |
| 1987 | Arista Records |                              | So Emotional (Extended Remix) So Emotional (Edited Remix) So Emotional (Single Version) So Emotional (Dub Version) So Emotional (Bonus Beats) So Emotional (The Voice) | |  |  |  |  |  |  |
| 1987 | Arista Records | ART-7186 You're Still My Man | You're Still My Man Thinking About You | |  |  |  |  |  |  |
| 1987 | Arista Records | JB 7606                      | All At Once | |  |  |  |  |  |  |
| 1987 | Iemasa Records | 21.48.800034                 | I Wanna Dance With Somebody (Who Loves Me) Love Is A Contact Sport | Produced by Narada Michael Walden for Perfection Light Productions. |  |  |  |  |  |  |
| 1988 | Arista Records | ASCD-9697                    | Just The Lonely Talking Again (Single Version) Just The Lonely Talking Again (Edited Remix) Just The Lonely Talking Again (Extended Remix) | |  |  |  |  |  |  |
| 1988 | Arista Records | 111 904, 111.904             | Whitney Houston Duet With Cissy Houston I Know Him So Well Whitney Houston- Just The Lonely Talking Again | |  |  |  |  |  |  |
| 1988 | Arista Records | 109 793                      | Where Do Broken Hearts Go Where You Are | |  |  |  |  |  |  |
| 1988 | Arista Records | 611 516                      | Love Will Save The Day (Extended Remix) Love Will Save The Day (A Cappella) Love Will Save The Day (Single Version) Dub Will Save The Day | |  |  |  |  |  |  |
| 1988 | Arista Records | One Moment In Time           | | |  |  |  |  |  |  |
| 1989 | Arista Records | ADI-9851                     | Aretha Franklin & Whitney Houston- It Isn't, It Wasn't, It Ain't Never Gonna Be | |  |  |  |  |  |  |
| 1989 | Arista Records | 7005017                      | A Greatest Love Of All B Saving All My Love For You | |  |  |  |  |  |  |
| 1990 | Arista Records | AL-8616                      | I'm Your Baby Tonight My Name Is Not Susan All The Man That I Need Lover For Life Anymore Miracle I Belong To You Who Do You Love We Didn't Know After We Make Love I'm Knockin' | |  |  |  |  |  |  |
|      |                |                              | | |  |  |  |  |  |  |
|      |                |                              | | |  |  |  |  |  |  |
|      |                |                              | | |  |  |  |  |  |  |
|      |                |                              | | |  |  |  |  |  |  |
|      |                |                              | | |  |  |  |  |  |  |
|      |                |                              | | |  |  |  |  |  |  |
|      |                |                              | | |  |  |  |  |  |  |
|      |                |                              | | |  |  |  |  |  |  |
|      |                |                              | | |  |  |  |  |  |  |
|      |                |                              | | |  |  |  |  |  |  |
|      |                |                              | | |  |  |  |  |  |  |
|      |                |                              | | |  |  |  |  |  |  |
|      |                |                              | | |  |  |  |  |  |  |
|      |                |                              | | |  |  |  |  |  |  |
|      |                |                              | | |  |  |  |  |  |  |
|      |                |                              | | |  |  |  |  |  |  |
|      |                |                              | | |  |  |  |  |  |  |
|      |                |                              | | |  |  |  |  |  |  |
|      |                |                              | | |  |  |  |  |  |  |
|      |                |                              | | |  |  |  |  |  |  |
|      |                |                              | | |  |  |  |  |  |  |
|      |                |                              | | |  |  |  |  |  |  |
|      |                |                              | | |  |  |  |  |  |  |
|      |                |                              | | |  |  |  |  |  |  |
|      |                |                              | | |  |  |  |  |  |  |
|      |                |                              | | |  |  |  |  |  |  |
|      |                |                              | | |  |  |  |  |  |  |
|      |                |                              | | |  |  |  |  |  |  |
|      |                |                              | | |  |  |  |  |  |  |
|      |                |                              | | |  |  |  |  |  |  |
|      |                |                              | | |  |  |  |  |  |  |
|      |                |                              | | |  |  |  |  |  |  |
|      |                |                              | | |  |  |  |  |  |  |
|      |                |                              | | |  |  |  |  |  |  |
|      |                |                              | | |  |  |  |  |  |  |
|      |                |                              | | |  |  |  |  |  |  |
|      |                |                              | | |  |  |  |  |  |  |
|      |                |                              | | |  |  |  |  |  |  |
|      |                |                              | | |  |  |  |  |  |  |
|      |                |                              | | |  |  |  |  |  |  |